# Будівельний провулок (Житомир)
Будівельний провулок — провулок у Богунському районі міста Житомира.

## Розташування та забудова
Провулок розташований в північній частині Старого міста, що відома за історичною назвою «Новоє Строєніє» («Нова Будова»).
Провулок бере початок з Хлібної вулиці, прямує у північно-східному напрямку та завершується з'єднанням з вулицею Домбровського.    
Забудова провулка — малоповерхова та садибна житлова; історична забудова протягом ХІХ — першої половини ХХ ст.       

## Історичні відомості

### Історія назви
Історичні назви провулка — Осецький шлях, Осецький провулок. На планах міста 1915, 1931 років та в документах тих часів зустрічалася назва провулок Осецького. У 1930-х роках перейменований на Будівельний провулок. На німецькомовній мапі міста від липня 1941 року провулок показаний за назвою Bad-Gasse. На плані міста кінця 1960-х років показаний як 2-й Будівельний провулок.

### Історія формування та забудови
Провулок розташований на землях колишньої Гончарної Слободи. Частина провулка являє собою збережений відрізок Осецького шляху. Останній розпочинався з Хлібної вулиці та вів у північно-східному напрямку до приміських хуторів.    
Історична забудова провулку почала формуватися на початку XIX ст., коли бувши заболоченою раніше, місцевість, унаслідок осушення, почала забудовуватися. На мапах середини XIX ст. показаний як прямий шлях, що виходив до Хлібної вулиці під кутом приблизно 45 градусів відносно вулиці. Частина провулка, що нині виходить до вулиці Домбровського під гострим кутом, продовжувалася на південний схід та виходила до Хлібної вулиці неподалік існуючого нині її перехрестя з вулицею Лесі Українки.    
Згодом провулок втратив свою роль шляху. У другій половині ХІХ ст. місцевість почала забудовуватися вздовж нових вулиць, прокладених згідно з Генпланом 1850-х років, та отримала назву Новоє Строєніє. Провулок опинився всередині нового кварталу. На плані 1892 року провулок підписаний як Оставленный переулок, тобто залишений провулок в новій системі планування кварталу, як топографічний рудимент, оскільки вже тоді не виконував первісної функції місцевої дороги, але ще існував фактично.   
Сучасний початок провулка, перпендикулярний до Хлібної вулиці сформувався дещо пізніше, аніж закінчення, до початку ХХ ст.